# Svetlana Korolëva
Svetlana Jur'evna Korolёva (in russo Светлана Юрьевна Королёва?; Petrozavodsk, 12 febbraio 1983) è una modella russa, vincitrice del titolo di Miss Europa 2002.

## Biografia
Nel giugno 2002 Svetlana Korolёva, in rappresentanza di Petrozavodsk, vince il titolo di Miss Russia 2002 battendo altre sessantanove concorrenti rappresentanti delle altre regioni della Russia.
Lo stesso anno la Koroleva rappresenta la Russia a Miss Europa 2002, ottenendo la vittoria. Avrebbe dovuto rappresentare la Russia anche a Miss Universo 2003, ma il titolo di Miss Europa non glielo ha permesso, ed il suo posto è stato preso da Olesya Bondarenko.